# Comitato di Torontál
Il comitato di Torontál (in ungherese Torontál vármegye, in serbo Торонталска жупанија o Torontalska županija, in latino Comitatus Torontaliensis) è stato un antico comitato del Regno d'Ungheria, oggi situato a cavallo tra la Romania, la Serbia e l'Ungheria. Capoluogo del comitato era la città di Nagybecskerek, oggi nota col nome serbo di Zrenjanin.
Il comitato di Torontál confinava col Regno di Serbia nonché con gli altri comitati di Bács-Bodrog, Csongrád, Arad, Temes e Sirmia (quest'ultimo parte della Croazia-Slavonia).
Geograficamente costituiva la parte più occidentale del Banato ed era delimitato a nord dal fiume Maros/Mureș, ad ovest dal Tibisco e a sud dal Danubio.

## Storia
Fondato prima del XV secolo, il comitato fu poi ottomano dal XVI secolo e con la pace di Passarowitz (1718) passò agli Asburgo, che crearono il Banato di Temesvár. Tale provincia asburgica fu abolita nel 1778 e il territorio tornò al Regno d'Ungheria, al quale rimase ininterrottamente - salva la breve stagione del Voivodato di Serbia e del Banato (1849-1860) - fino alla prima guerra mondiale.
Nel 1918 il comitato divenne parte dell'autoproclamata Repubblica del Banato, e poi fu spartito in base al Trattato del Trianon (1920) tra il Regno dei Serbi, Croati e Sloveni (il futuro Regno di Jugoslavia, cui andò la porzione maggiore), la Romania e l'Ungheria (dove venne fuso con altri pezzi di comitato a formare il comitato di Csanád-Arad-Torontál).
Il territorio dell'antico comitato è oggi situato in massima parte in Serbia (provincia serba della Voivodina e -in minima parte- Serbia propriamente detta). La parte romena (quella nordorientale) appartiene al distretto di Timiș, mentre la parte rimasta all'Ungheria è una piccola area a sud della città di Seghedino che oggi è inclusa nella contea di Csongrád-Csanád.

## Popolazione
In base al censimento ungherese del 1910, le lingue d'uso della popolazione del comitato erano le seguenti:
- 199,750 (32.47%) serbo
- 165,779 (26.95%) tedesco
- 128,405 (20.87%) ungherese
- 86,937 (14.13%) romeno
- 16,143 (2.62%) slovacco
- 4,203 (0.68%) croato